# Ciflutrina
Ciflutrina es un piretroide de síntesis que es usado como insecticida. Es un compuesto orgánico complejo, y el producto comercial se vende como mezcla de sus isómeros. Como la mayoría de los piretroides, es altamente tóxico para peces, invertebrados, insectos, y mucho menos tóxico para los humanos. En general se presenta como un concentrado líquido de 10-25% para el uso comercial y se diluye antes de la pulverización en cultivos agrícolas y dependencias.

## Seguridad
En ratas, su DL50 es de 500, 800 (oral), 600 (piel) mg/kg.
La excesiva exposición puede causar náusea, cefaleas, debilidad muscular, salivación, dificultad para respirar y convulsiones. En humanos, se desactiva por hidrólisis enzimática con varios metabolitos de ácidos carboxílicos, cuya excreción urinaria están en un intervalo de 5-7 h de vida media. La exposición de trabajadores a la sustancia química puede ser controlada por la medición de los metabolitos urinarios, mientras su sobredosificación severa puede ser confirmada mediante la cuantificación de la ciflutrina en sangre o en plasma.
Los riesgos para la salud y la seguridad son controlados por legislaciones del derecho a saber, existente en muchos países.